# Josh Fortune
Joshua Demetri Fortune, detto Josh (Hampton, 1º settembre 1994), è un cestista statunitense.